# Wathinee Luekajorh
Wathinee Luekajorh (<P19>, 21 juli 1987) is een baanwielrenster uit Thailand.
Op de Wereldkampioenschappen baanwielrennen 2008 behaalde ze de zevende en laatste plaats op het onderdeel teamsprint.